# Johnny Hates Jazz
Johnny Hates Jazz é uma banda britânica de música pop criada no ano de 1986, em Londres, Inglaterra.
A banda foi conhecida mundialmente pelo seu príncipal single "Shattered Dreams"'.

## Discografia

### Álbuns
- Turn Back the Clock (Virgin, 1988)
- Tall Stories (Virgin, 1991)
- Magnetized (InterAction Music, 2013)

### Compilações
- The Very Best of Johnny Hates Jazz  - (Disky Records, 1993)
- Best of the 80's - (Disky Records, 2000)
- The Very Best of Johnny Hates Jazz - (EMI Gold, 2003)

### Singles
| Title                                                                             | Year | Peak chart positions | Peak chart positions | Peak chart positions | Peak chart positions | Peak chart positions | Peak chart positions | Peak chart positions | Peak chart positions | Peak chart positions | Peak chart positions | Album               |
| Title                                                                             | Year | UK                   | AUS                  | BEL (FL)             | GER                  | IRE                  | NLD                  | NZ                   | SWE                  | SWI                  | US                   | Album               |
| --------------------------------------------------------------------------------- | ---- | -------------------- | -------------------- | -------------------- | -------------------- | -------------------- | -------------------- | -------------------- | -------------------- | -------------------- | -------------------- | ------------------- |
| "Me and My Foolish Heart"                                                         | 1986 | —                    | —                    | —                    | —                    | —                    | —                    | —                    | —                    | —                    | —                    | Turn Back the Clock |
| "Shattered Dreams"                                                                | 1987 | 5                    | 22                   | 36                   | 7                    | 3                    | 26                   | —                    | 7                    | 5                    | 2                    | Turn Back the Clock |
| "I Don't Want to Be a Hero"                                                       | 1987 | 11                   | 76                   | 16                   | 17                   | 13                   | 25                   | —                    | 10                   | 12                   | 31                   | Turn Back the Clock |
| "Turn Back the Clock"                                                             | 1987 | 12                   | —                    | 9                    | 19                   | 17                   | 6                    | 3                    | 20                   | —                    | —                    | Turn Back the Clock |
| "Heart of Gold"                                                                   | 1988 | 19                   | 87                   | 30                   | 55                   | 19                   | 27                   | 18                   | —                    | —                    | —                    | Turn Back the Clock |
| "Don't Say It's Love"                                                             | 1988 | 48                   | —                    | —                    | —                    | —                    | —                    | —                    | —                    | —                    | —                    | Turn Back the Clock |
| "Turn the Tide"                                                                   | 1989 | 84                   | —                    | —                    | —                    | —                    | —                    | —                    | —                    | —                    | —                    | Non-album single    |
| "Let Me Change Your Mind Tonight"                                                 | 1991 | —                    | —                    | —                    | —                    | —                    | —                    | —                    | —                    | —                    | —                    | Tall Stories        |
| "The Last to Know"                                                                | 1991 | —                    | —                    | —                    | 57                   | —                    | —                    | —                    | —                    | —                    | —                    | Tall Stories        |
| "Magnetized"                                                                      | 2013 | —                    | —                    | —                    | —                    | —                    | —                    | —                    | —                    | —                    | —                    | Magnetized          |
| "—" denotes a recording that did not chart or was not released in that territory. |      |                      |                      |                      |                      |                      |                      |                      |                      |                      |                      |                     |